# 米科拉·澤羅夫
米科拉·康斯坦丁諾維奇·澤羅夫（羅馬化：Mykola Kostiantynovych Zerov；1890年4月26日—1937年11月3日）是一名烏克蘭詩人、文學評論家，為被處決的文藝復興時期的代表人物之一。

## 生平
澤羅夫於1890年出生於俄羅斯帝國的津科夫，曾在基辅圣弗拉基米尔帝国大学（今基輔大學）修習歷史與哲學。1914年至1917年澤羅夫在茲拉托皮利的男子中學與女子中學擔任教師，1917年至1920年兼任《書店》期刊的主編。1918年後，他先後在基輔建築學院（1918年至1920年）和基輔公共教育學院（基輔大學前身；1923年至1935年）擔任烏克蘭文學的教授，並於1930年至1933年在烏克蘭語言教育學院教授翻譯理論。
澤羅夫為1920年代烏克蘭文壇新古典主義運動的代表人物，其作品中很少出現當代共產主義的元素，而是以古典元素為主。1935年4月他被內務人民委員會逮捕並判處十年有期徒刑，關押於索洛維茨基隔離營，1937年又被判處死刑，於1937年11月在桑達爾莫赫被處決。
澤羅夫於1958年獲得平反，1966年他的詩集得以出版，但其平反受到列昂尼德·諾維琴科等評論家的阻撓，1980年代晚期起他的作品集才陸續被出版。

## 紀念
第聂伯罗、利維夫、文尼察、羅夫諾與新米爾霍羅德等烏克蘭城市均有街道以澤羅夫為名。2020年，因應烏克蘭去共產主義法，基輔的尼古拉·阿列克谢耶维奇·奥斯特洛夫斯基公園改名為米科拉·澤羅夫公園。